# Андромеда X
Андроме́да X (And X, And 10) — карликовая сфероидальная галактика на расстоянии 2,90 млн световых лет от Солнца в созвездии Андромеды. Открыта в 2005 году группой исследователей во главе с Даниэлем Б. Цукером.

## Расположение
Андромеда X входит в состав Местной группы галактик и является спутником Галактики Андромеды (M31).